# CTRL
CTRL（Channel Tunnel Rail Link）は、ドーバー海峡の海底にある英仏海峡トンネルの英国側出口とロンドンのセント・パンクラス駅(St. Pancras)を結ぶ全長109kmの鉄道路線である。ユーロスターをはじめとする高速列車を運行するため、専用車両による最高速度300km/hでの運転に対応した設計となっている。
2006年11月14日、ロンドン・アンド・コンティネンタル・レイルウェイズ（LCR）は High Speed 1（HS1、ハイスピード1）をCTRLのブランド名として発表した。

## 背景・整備計画
1994年の英仏海峡トンネル開通・ユーロスター運行開始にあわせ、同年フランスはパリから英仏海峡トンネルフランス側出口までのLGVを整備した。ベルギーもブリュッセル近郊からフランス国境までの高速新線を1997年に開通させ、これらの区間でユーロスターは300km/hで運行できた。これに対し英国では鉄道路線の整備を政府主導で行うことが無かったため、高速新線の計画はあったものの資金面で建設の目処が立っていなかった。ユーロスターは第三軌条集電方式の在来線を最高速度160km/hで走るのがやっとで、ユーロスターのスピードを大きく下げる原因となっていた。また他の多くの低速列車と線路を共有することになることから、列車の遅れの原因ともなっており、ユーロスターの利便性確保の上でこのボトルネックの解決が課題となっていた。
このような状況を英国政府も静観出来ず、英国議会はChannel Tunnel Rail Link Actを1996年に成立させ、31億英ポンドの建設資金拠出を決定し、CTRLの建設がようやく動き出した。実際の建設に当たってはこの工事を専門に行う第三セクター会社ロンドン・アンド・コンティネンタル・レイルウェイズ（London & Continental Railways Limited,LCR）が設立され、2期に分けて建設を行うことが決定された。

## 建設・路線概要
全長109kmの内、第一期工事では英仏海峡トンネルからサウスフリート（Southfleet）までの70kmとサウスフリートからフォークハムジャンクション（Fawkham Junction）までの4kmが建設されることになった。フォークハムジャンクションではウォータールー駅（Waterloo）に向かう在来線と接続する。同区間4kmはウォータールーコネクション（Waterloo Connection）と呼ばれ、Gravesend Railwayという路線の廃線跡を転用している。また、第一期工事区間において時速334.7km/hという英国鉄道最速記録を出している。第二期工事ではサウスフリートからロンドン セント・パンクラス駅までの39kmが建設される。線路規格はフランスのLGVに準じており、軌間は1435mm、架空線式、電化方式は交流25000V/50Hz、信号システムはTVM、軌道はバラスト軌道となっている。新線上にはロンドン側からストラトフォード（Stratford）・エブスフリート（Ebbsfleet）・アシュフォード（Ashford）の3駅が設けられる。2009年開業予定のストラトフォード駅は2012年開催予定のロンドンオリンピックのメインスタジアム最寄り駅となる。建設費は第一期分が19億英ポンド、第二期分が33億英ポンドで、合計52億ポンドが見込まれている。全線の1/4にあたる26kmはトンネル区間となる。セント・パンクラス駅 - ストラトフォード駅間にロンドン西トンネル（London west tunnel）（7543メートル）、ストラトフォード駅 - エブスリート駅間にロンドン東トンネル（London east tunnel）（9924メートル）、テムズ川をくぐるテムズトンネル（Thames tunnel）（2513メートル）がある。第一期区間の工事は1998年10月に始まり2003年9月に竣工、第二期区間の工事は2001年7月に始まり2007年11月14日に開通した。当日の一番列車はフランス国内で行われているストライキの影響を受けずセント・パンクラス駅を11時03分（GMT）に出発しパリ北駅に13時17分（GMT）に到着した。ブリュッセルからの一番列車は11時09分（GMT）セント・パンクラス駅に到着している。この開通日（11月14日）は、1994年にユーロスターが英仏海峡トンネルを通って運行を開始したのと同じ日が選ばれている。

## 運行計画・時間短縮効果
CTRL完成後は以下の列車の運行が計画されている。
- ユーロスター（ロンドン - パリ、ロンドン - ブリュッセル：客車18両で運行、最高速度300km/h）
- ケントエクスプレス（オリンピックジャベリン）（Kent Express、ロンドン - ラムスゲイト（Ramsgate）など：電車6両（多客時6両+6両=12両）で運転、最高速度225 km/h）
- また、ユーロスター（パリ - バーミンガム、ロンドン - アムステルダムなど：客車14両で運行、最高速度300km/h）の運行が計画されていた。しかし航空機との競争による採算性の問題からロンドンから先の在来線区間やブリュッセルから先のオランダ、ドイツ方面への延伸は中止となったが、イングランド北部への高速新線（HS2）建設の計画が存在している。

このうちロンドン以北に直通する系統に関しては現時点では具体的な運行計画がない。またCTRLによる時間短縮効果は以下の通りである。
- ロンドン - パリ（02:50 - 一期工事 → 02:35 - 二期工事 → 02:15）
- ロンドン - ブリュッセル（02:35 - 一期工事 → 02:20 - 二期工事 → 01:51）
- ロンドン - ラムスゲイト（02:00 - 二期工事 → 01:15）
- ロンドン - アシュフォード（01:07 - 二期工事 → 00:34）